# Символическое кладбище всем погибшим в Татрах

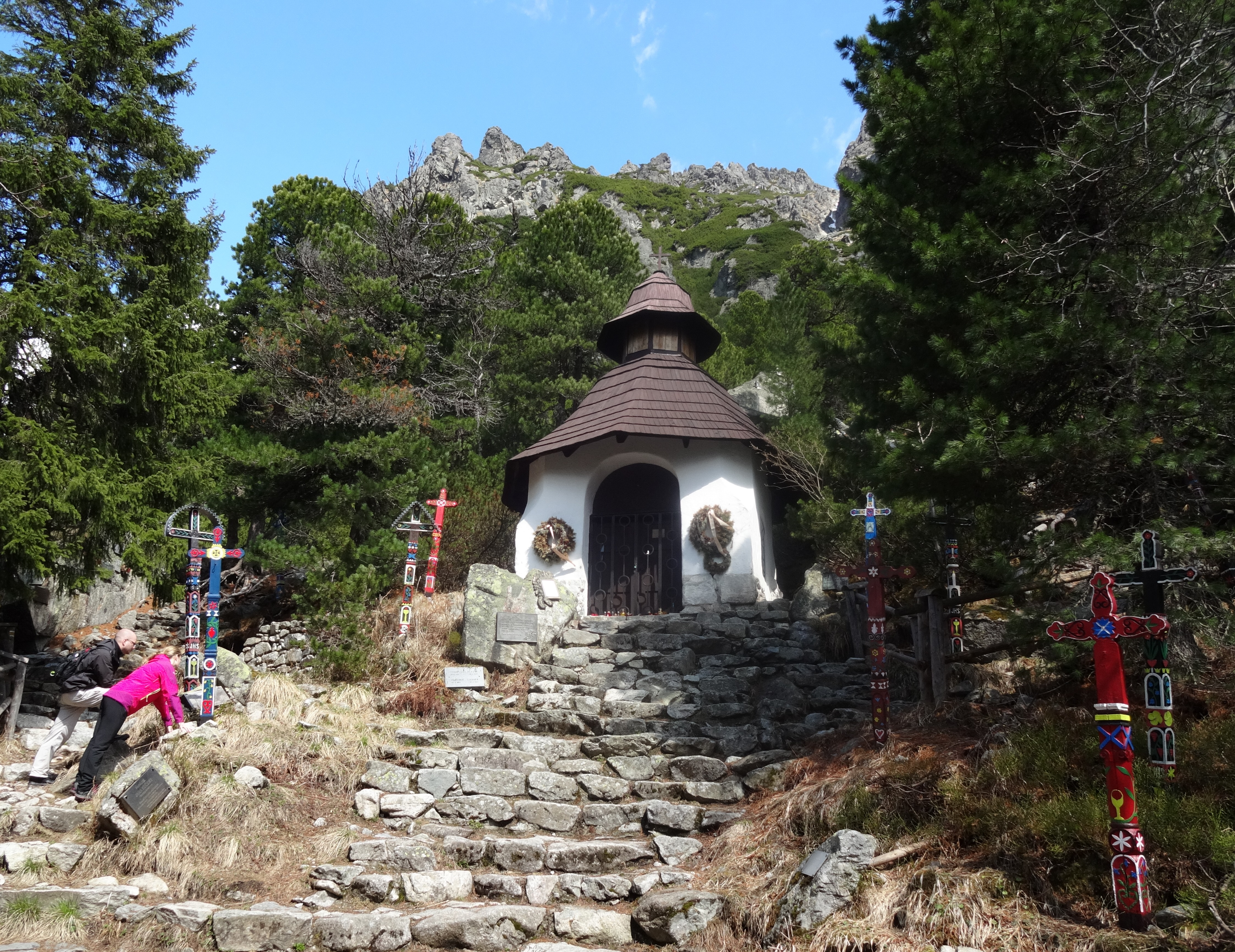
Часовня на кладбище

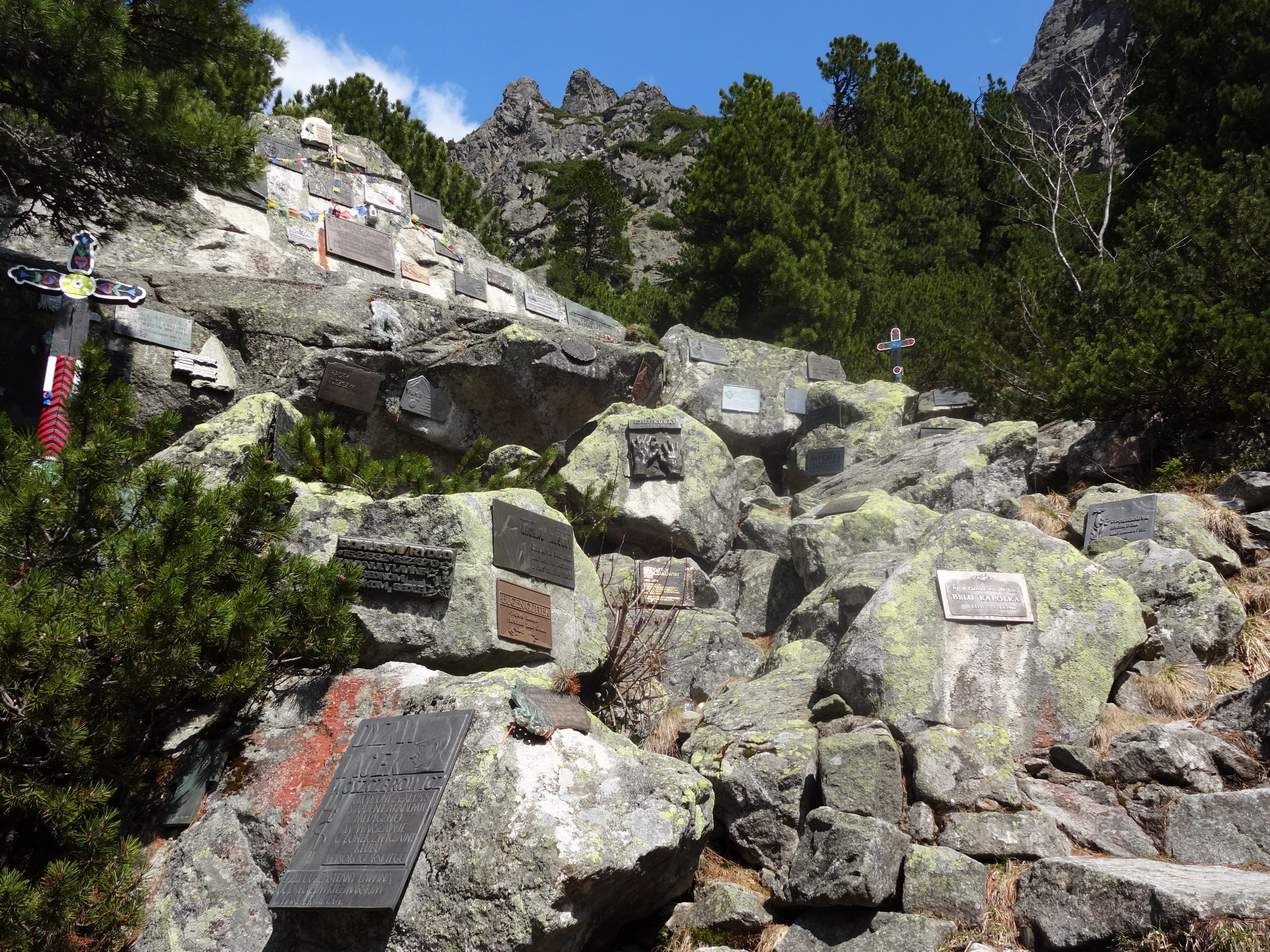
Мемориальные плиты

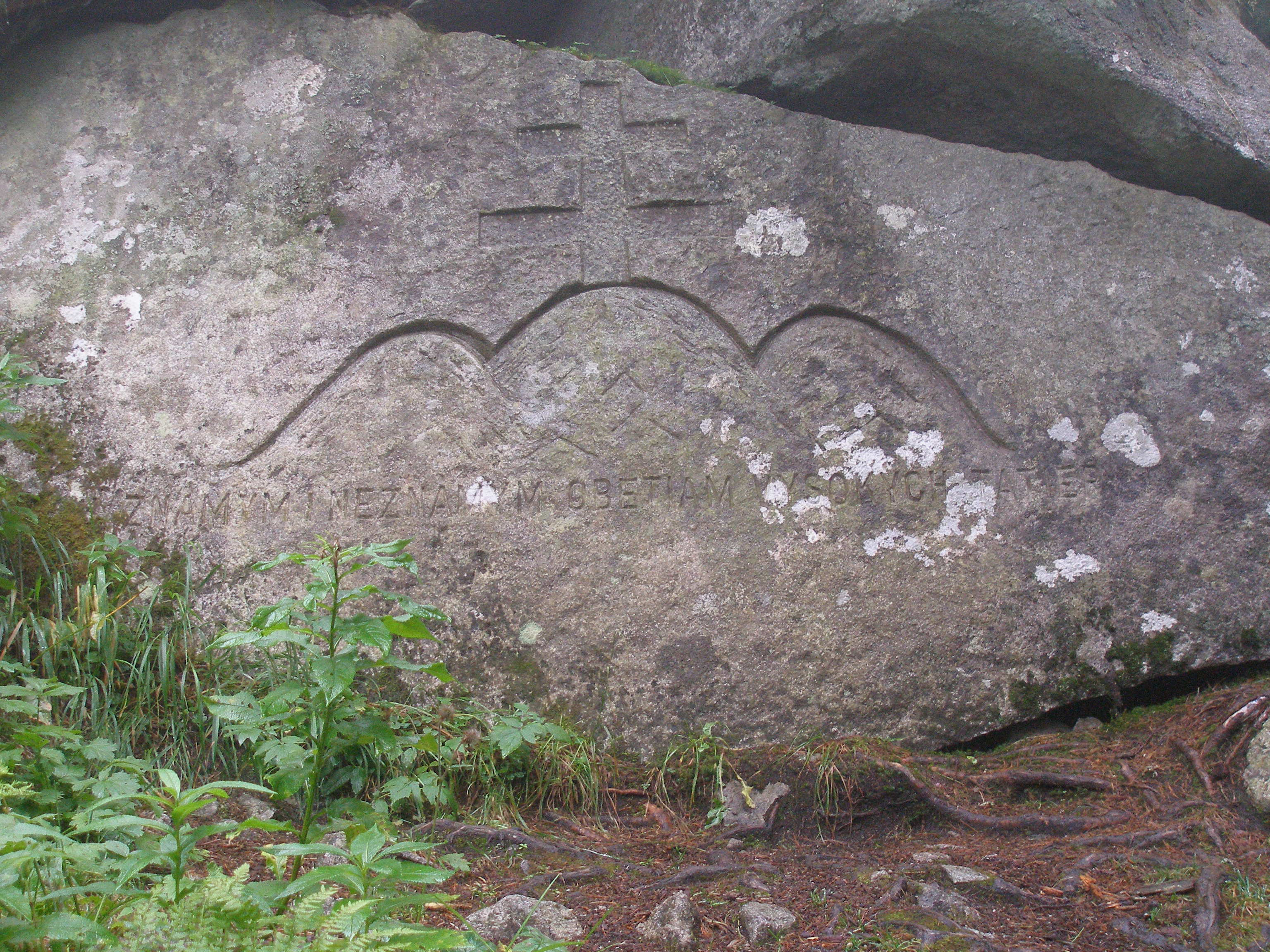
Надпись на cимволическом кладбище: Известным и неизвестным жертвам Высоких Татрах

Символическое кладбище всем погибшим в Татрах (словац. Tatranský symbolický cintorín, Symbolický cintorín pri Popradskom plese) — cимволическое кладбище, расположенное на западных отрогах горы Остерва в Высоких Татрах в Словакии. Находится на высоте 1525 м на северо-востоке страны недалеко от границы с Польшей в Менгушивецкой долине рядом с Попрадским озером.
Изначально памятные доски жертвам погибшим в Высоких Татрах были «разбросаны» в местах случившихся трагедий. Создать символическое кладбище погибших и пропавших в татранских горах альпинистов предложил сам альпинист и художник Отакар Штафл в 1922 году. Работы по сооружению символического кладбища начались в 1934 году. Штафл вместе с супругой и несколькими приятелями в 1936 году начал осуществление своей идеи. В 1940 году идея с девизом «Погибшим на память, предупреждение для живущих» проводилась силами Клуба чехословацких туристов, позже — Клуба словацких туристов и лыжников.
Ныне одно из наиболее посещаемых туристами мест памяти. В настоящее время здесь находится более 160 памятных плит и 50 вырезаных деревянных крестов ручной работы. На нём находится всего 300 мемориальных мест в память о 400 альпинистах, среди прочих, установлены мемориальные плиты Отакару Штафле, Ежи Кукучке, Ванде Руткевич и другим известным альпинистам. Кладбище находится под опекой словацкого национального парка Татры.

## Отдельные мемориальные плиты и памятные знаки

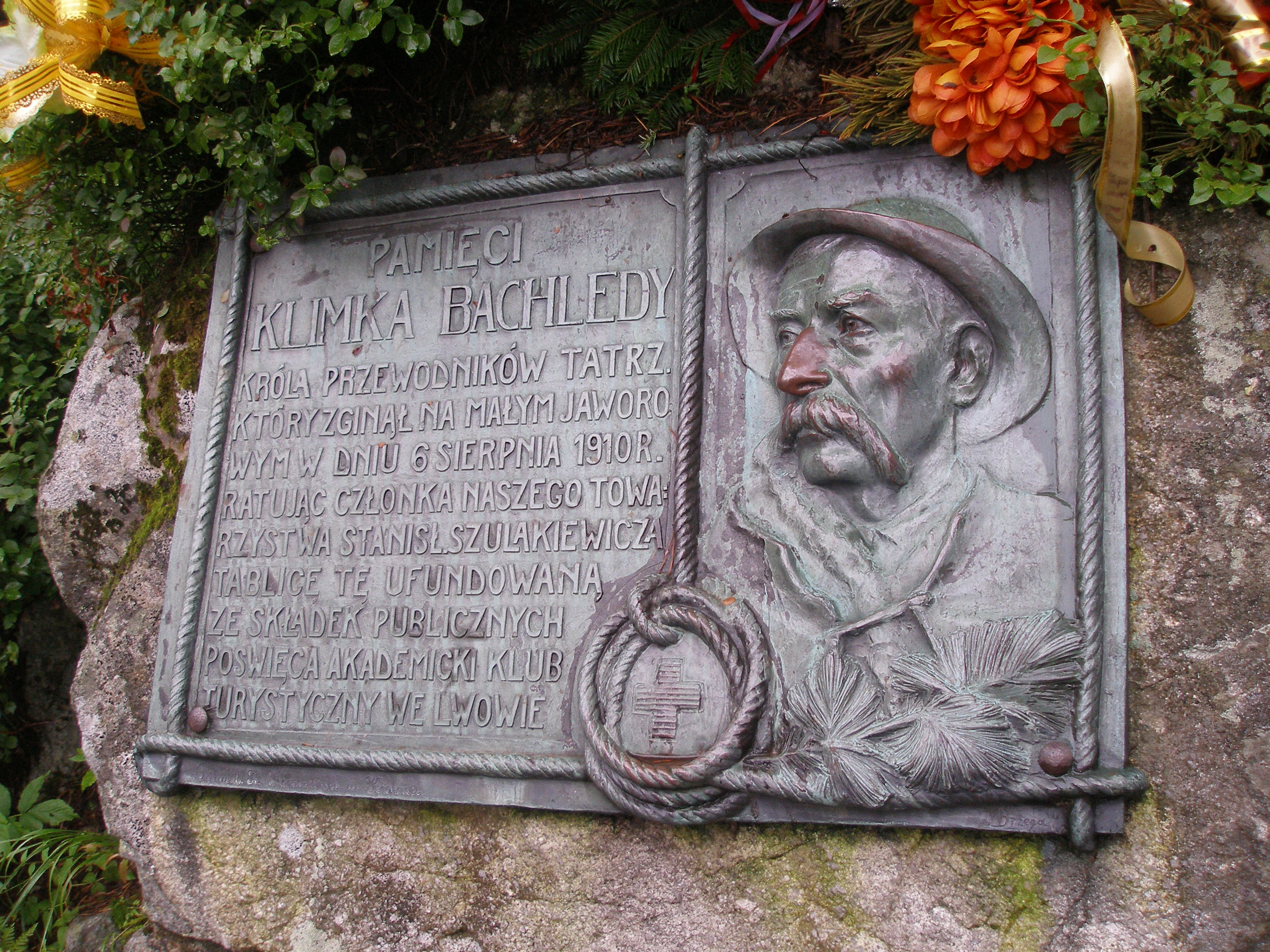
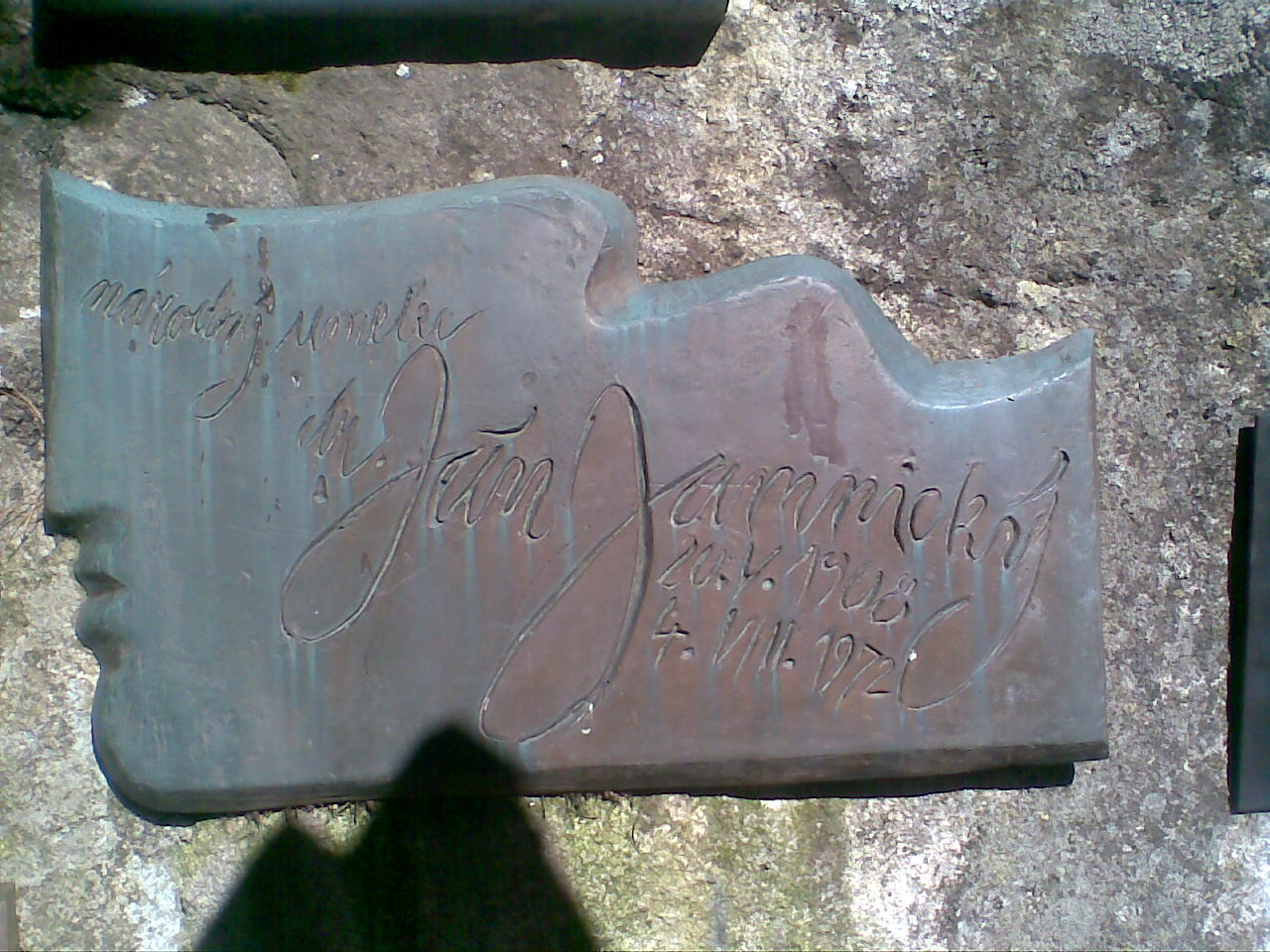
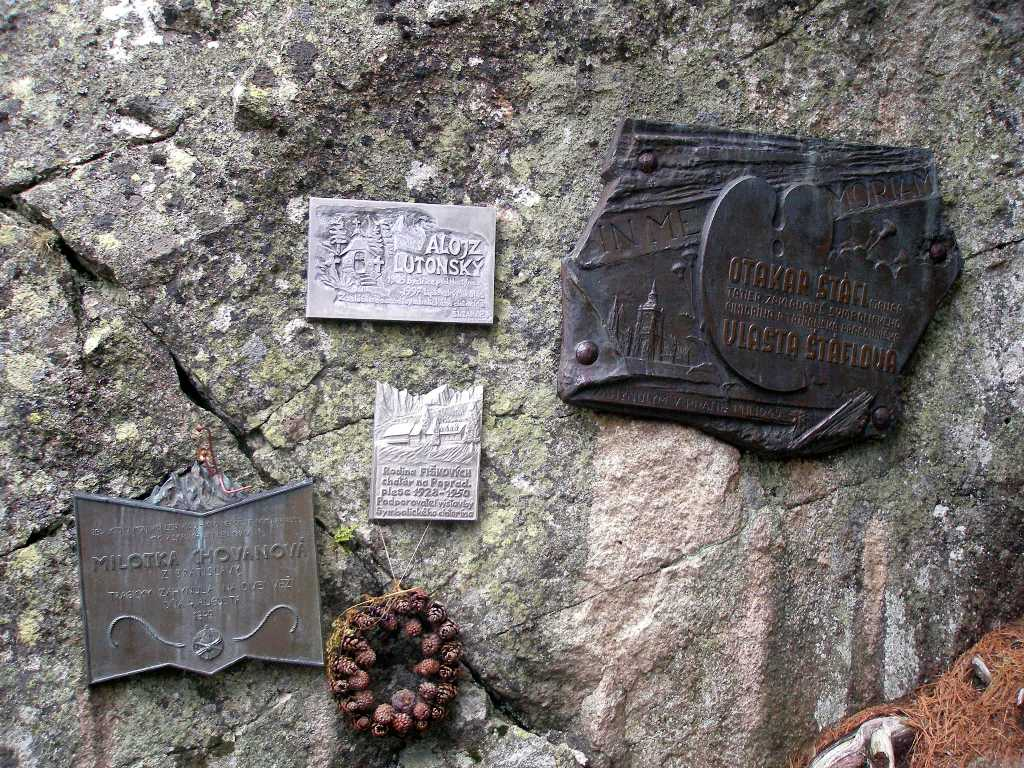
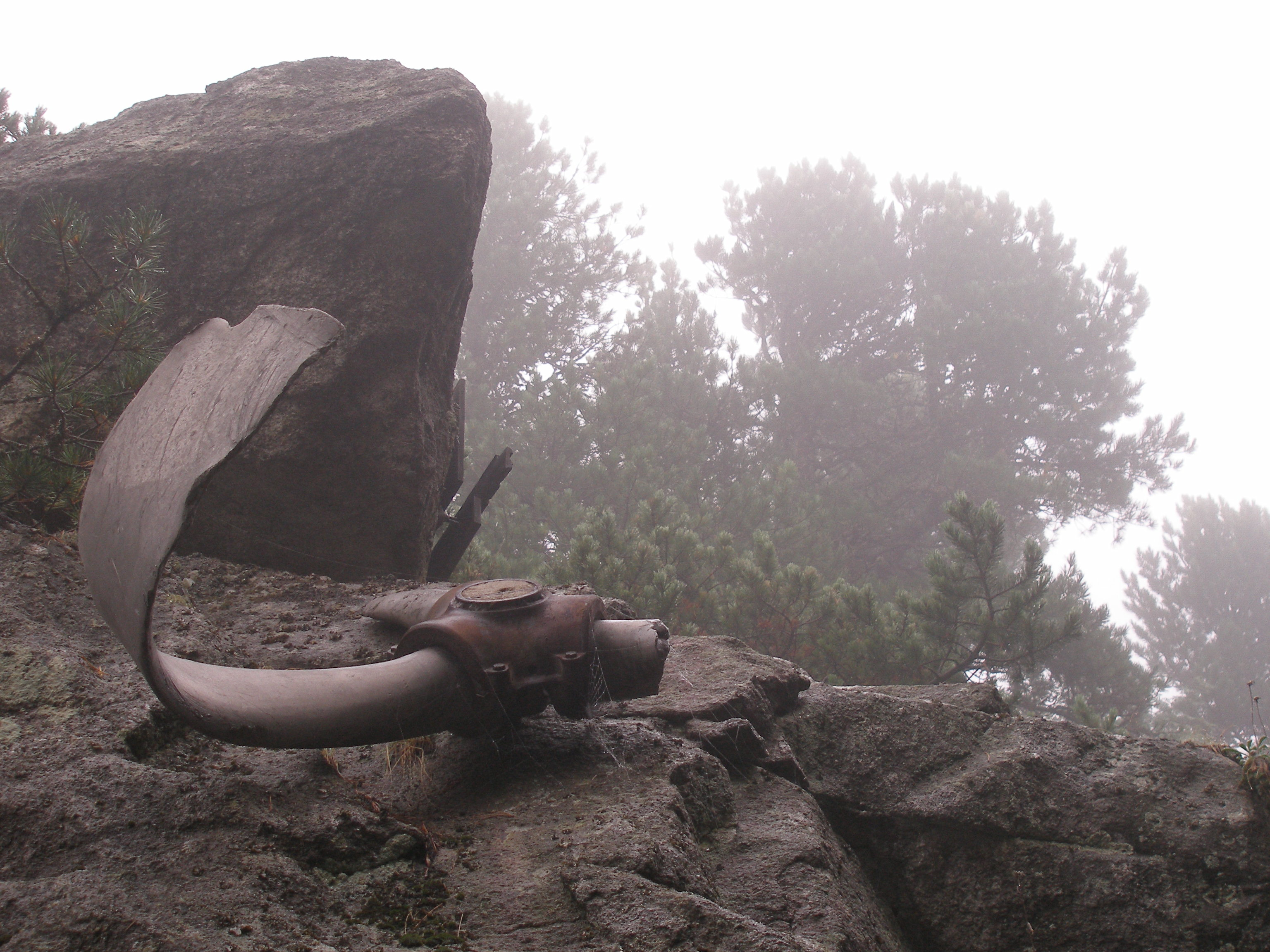

Координаты: 49°08′56,4″N 20°04′46,0″E 